# Cianuración del oro
La cianuración del oro (también conocida como el proceso de cianuro o el proceso de MacArthur-Forrest) es una técnica metalúrgica para la extracción de oro de mineral baja calidad, que busca convertir el oro (insoluble en agua) en aniones metálicos complejos de aurocianida, solubles en agua, mediante un proceso denominado lixiviación. Es el proceso más comúnmente utilizado para la extracción de oro. Debido a la naturaleza venenosa del cianuro, el proceso es muy controvertido y su uso está prohibido en varios países y territorios.

## Historia
El descubridor del cianuro, Carl Wilhelm Scheele, observó que podría disolver el oro en 1783.
Bagration (1844), L Elsner (1846) y Faraday (1847) elaboró la estequiometría, pero no se aplicó a los minerales de oro hasta 1887, cuando el proceso de MacArthur-Forrest se desarrolló en Glasgow, Escocia por John Stewart MacArthur, financiado por los hermanos Robert y el Dr. William Forrest.

## Reacción química

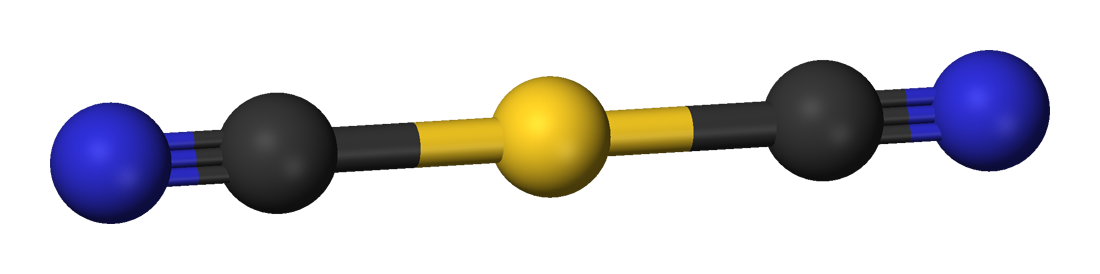
Modelo de "Bolas y palos" del anión complejo aurocianida o dicianoaurato (I), [Au (CN)_{2}]^{-}

La reacción química se llama la ecuación de Elsner de la siguiente manera:
4 Au + 8 NaCN + O2 + 2 H2O → 4 Na[Au(CN)2] + 4 NaOH
Se trata de un proceso electroquímico en el que el oxígeno recoge electrones del oro en una zona catódica, los iones de oro, mientras son rápidamente acomplejados por el cianuro alrededor de la zona anódica para formar el complejo  soluble dicianoaurato de sodio.
En 1896 Bodländer confirmó que el oxígeno era necesario, algo que MacArthur dudaba, y descubrió que el peróxido de hidrógeno se formó como producto intermedio.
Quedando la fórmula: 
2 Au + 4 NaCN + O2 + 2 H2O → 2 Na[Au(CN)2] + 2 NaOH + H2O2

## El proceso y sus usos
El mineral es triturado (utilizando maquinaria de molienda), y puede ser aún más enriquecido por flotación de espuma o por fuerza centrífuga (la gravedad) de concentración, en función de la mineralogía de la mina. El iodo mineral alcalino puede ser combinado con una solución de cianuro de sodio, potasio o calcio, sin embargo, muchas operaciones de utilizar el cianuro de calcio ya que esto es a menudo la forma más costo efectiva para el uso industrial.

## Mejoras del proceso

### Efecto de la temperatura
Por una parte el aumento de la temperatura aumenta la velocidad de la reacción pero por otra reduce la solubilidad de oxígeno en agua. Por lo tanto existen dos efectos contrapuestos que conducen a un valor óptimo (técnico) de 85 °C.

### Efecto de la concentración de cianuro
CN- + H2O → HCN + OH-
El aumento de la concentración de cianuro conduce a la formación de ácido cianhídrico y a una subida del pH.

### El efecto del pH
Es fundamental evitar la liberación (volatilización) de cianuro como ácido cianhídrico y oxígeno ya que el agua saturada con estos gases ataca al oro con formación de cianuro de oro insoluble.  
2Au + 2HCN + O2 → 2AuCN + H2O2
Y para prevenir su emisión ya que el HCN es altamente tóxico. 
Disoluciones alcalinas previenen la formación de HCN.

### Efecto del nitrato de plomo
El nitrato de plomo puede mejorar la velocidad de lixiviación del oro y la cantidad recuperada, en particular en el procesamiento de minerales oxidados parcialmente.

### Efecto del oxígeno disuelto
El oxígeno es uno de los reactivos consumidos durante la cianuración, y una deficiencia en el oxígeno disuelto en la solución puede disminuir la velocidad de lixiviación.
Aire o gas oxígeno puro puede ser burbujeado a través del material para aumentar la concentración de oxígeno disuelto (no olvidar que tiene que estar en constante agitación). Contactores material-oxígeno se utilizan para aumentar la presión parcial del oxígeno en contacto con la solución, aumentando así la concentración de oxígeno disuelto mucho más que el nivel de saturación a presión atmosférica. El oxígeno también puede ser añadido dosificando la pasta con solución de peróxido de hidrógeno.

### Pre-aireación y el lavado del mineral
En algunos minerales, en particular los minerales sulfurados parcialmente, la aireación (antes de la introducción de cianuro) del mineral en agua con un pH alto puede hacer a elementos como el hierro y el azufre menos reactivos al cianuro, y por lo tanto el proceso de cianuración de oro más eficiente.
La oxidación del hierro a óxido de hierro (III) y posterior precipitación como hidróxido de hierro evita las pérdidas de cianuro, debido a la formación de complejos de cianuro de hierro. La oxidación de los compuestos de azufre a iones de sulfato evita el consumo de cianuro al subproducto tiocianato (CNS-).

## Recuperación del oro
Con el fin de disminuir la eficiencia económica, los procesos comunes para la recuperación del oro solubilizado en la solución son (ciertos procesos pueden ser obstáculo para su uso debido a factores técnicos):
- Carbono en el material
- El proceso Merrill-Crowe
- Electrobtención
- Resina en el material

## Efectos sobre el medio ambiente

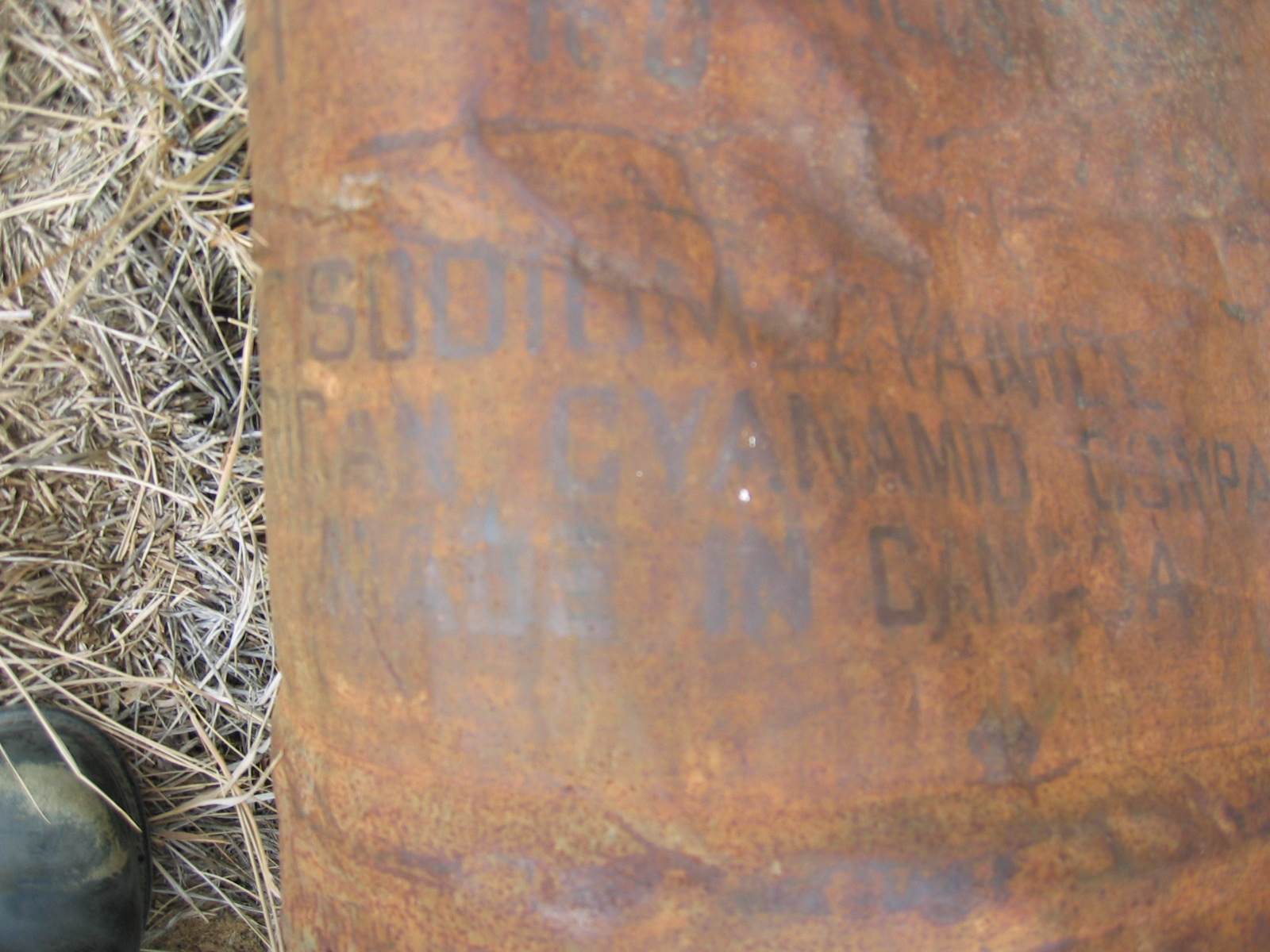
Sodio tambor de cianuro en la mina abandonada en Chemung masónica, California

La cianuración de oro es muy controvertida debido a la naturaleza tóxica del cianuro. A pesar de que el cianuro libre se descompone rápidamente cuando está expuesto a la luz del sol, los productos menos tóxicos, como cianatos y tiocianatos, pueden persistir durante varios años. Los derrames de cianuro pueden tener un efecto devastador sobre ríos, matando toda forma de vida acuática por varios kilómetros. Los peces son las víctimas más evidentes, pero en realidad se colapsa toda la cadena alimentaria, desde el fitoplancton hasta águilas pescadoras. Sin embargo, si la contaminación se elimina de los sistemas fluviales, los organismos pueden emigrar de las zonas no contaminadas (aguas arriba) y las zonas afectadas pueden pronto ser repobladas, un ejemplo es el río Someș bajo Baia Mare, donde el plancton se recuperó al 60 % de lo normal a 16 días del derrame. La lejía se puede utilizar para contrarrestar los efectos del cianuro, pero la liberación de cloro a partir de la reacción crea su propia amenaza ambiental. Una manera de evitar derrames es colocar fondos dobles en las piletas de lixiviación, para que dada la fracturación de la primera haya otra debajo como apoyo.
Más de 90 minas en todo el mundo utilizan ahora un circuito de desintoxicación Inco SO2/aire para convertir el cianuro al mucho menos tóxico cianato antes de que los residuos se viertan a una balsa. Normalmente, este proceso envía golpes de aire comprimido a través de las colas, mientras se agrega cal metabisulfito de sodio (el cual libera SO2)) para mantener el pH en torno al 8,5, y el sulfato de cobre como catalizador, si no hay suficiente cobre en el mineral. Esto puede reducir las concentraciones de cianuro Ácido Débil Disociable (Weak Acid Dissociable, WWAD) por debajo de 10 ppm cómo ordena la Directiva de Residuos de Minería (Mining Waste Directive) de la UE. Esto se compara con los niveles de 66-81 ppm de cianuro libre y 500-1000 ppm de cianuro total en el estanque de Baia Mare. Los restos de cianuro WAD se descomponen naturalmente en el estanque, mientras que los iones de cianato son naturalmente hidrolizados a iones de amonio, y luego a nitrato. Estudios recientes muestran que el cianuro residual atrapado en las minas de oro pueden provocar una fuga persistente de metales tóxicos (por ejemplo, mercurio) en las aguas subterráneas y el agua los sistemas de superficie.
Famosos derrames de cianuro incluyen:
| Año     | Mina        | País               | Incidente |
| ------- | ----------- | ------------------ | --- |
| 1985-91 | Summitville | USA                | Las fugas de pilas de lixiviación |
| 1995    | Omai        | Guyana             | El colapso de dique de colas |
| 1998    | Kumtor      | Kirguistán         | Camión pasó por encima de un puente |
| 2000    | Baia Mare   | Rumanía            | El colapso de dique de colas (véase derrame de cianuro de Baia Mare de 2000) |
| 2000    | Tolukuma    | Papúa Nueva Guinea | Helicóptero dejó caer cajón de embalaje en la selva |
| 2015    | Veladero    | Argentina          | Desde la mina Veladero, administrada por empresas canadienses, hubo un derrame de un millón setenta y dos mil litros de solución cianurada hacia el río Potrerillos hasta llegar al río Jáchal. |

Estos desastres han provocado fuertes protestas en las minas nuevas que desean utilizar cianuro, como Rosia Montana en Rumania, el Lago Cowal en Australia, Pascua Lama en Chile y Koman Bukit en Malasia.

## Legislación
Los estados de los EE. UU. de Montana y Wisconsin, la República Checa, Hungría, y otros países han prohibido la minería con cianuro.
En la UE, el uso industrial de sustancias químicas peligrosas es controlada por la denominada Directiva Seveso II (96/82/CE, modificada por la Directiva 2003/105/CE), que sustituyó a la Directiva Seveso original (82/501/CEE, modificada por la 87/216/CEE y la 8/610/EEC) traída después del desastre de la dioxina en 1976. "Cianuro libre y todo compuesto capaz de liberar cianuro libre en solución" están más controlados por estar en la lista I de la Directiva sobre aguas subterráneas (80/68/CEE), que prohíbe toda descarga de un tamaño tal que podría provocar un deterioro en la calidad de las aguas subterráneas en ese momento o en el futuro. La Directiva sobre aguas subterráneas fue reemplazada en gran medida en 2000 por la Directiva Marco del Agua (2000/60/CE).
En respuesta al derrame de Baia Mare, Bruselas presentó la Directiva 2006/21/CE sobre la gestión de los residuos de industrias extractivas. El artículo 13 (6), exige que "la concentración de cianuro WDA en las balsas se reduzca al nivel más bajo posible utilizando las mejores técnicas disponibles", y por lo menos todas las minas que comenzaron después del 1 de mayo de 2008 no pueden descargar desechos que contengan más de 10 ppm de cianuro WAD, minas construidas o autorizadas antes de esa fecha se les permite no más de 50 ppm inicialmente, bajando a 25 ppm en 2013 y 10 ppm en 2018.
Conforme el artículo 14, las empresas también deben poner en práctica las garantías financieras para asegurar la limpieza después de que la mina ha terminado. Esta, en particular, puede afectar a las pequeñas empresas que quieren construir minas de oro en la UE, ya que son menos propensas a tener la fortaleza financiera para dar este tipo de garantías.
La industria ha creado voluntariamente un Código de Cianuro que tiene como objetivo reducir el impacto ambiental mediante auditorías de terceras partes del manejo del cianuro por parte de una compañía.